# Kraszimir Avramov
Kraszimir Avramov (bolgárul: Красимир Аврамов) (Szliven, 1972. november 5.–) bolgár énekes és dalszerző.

## Eurovíziós Dalfesztivál
Kraszimir Avramov elindult a bolgár nemzeti döntőben, hogy képviselhesse Bulgáriát a 2009-es Eurovíziós Dalfesztiválon. 2009. február 21-én ő nyerte meg a döntőt és ezzel képviselhette hazáját a májusi moszkvai megmérettetésen Illusion című dalával. A dalfesztivál első elődöntőjében a tizenhatodik helyen végzett és nem jutott tovább a döntőbe.

## Fordítás
- Ez a szócikk részben vagy egészben az Krassimir Avramov című angol Wikipédia-szócikk fordításán alapul.  Az eredeti cikk szerkesztőit annak laptörténete sorolja fel. Ez a jelzés csupán a megfogalmazás eredetét és a szerzői jogokat jelzi, nem szolgál a cikkben szereplő információk forrásmegjelöléseként.

## Külső hivatkozások
- Krassimir.com - Hivatalos weboldal (bolgár nyelven)
- Krassimir.com - Hivatalos weboldal (angol nyelven)